# Восстание няньцзюней
Восстание няньцзюней (кит. трад. 捻軍起義, упр. 捻军起义, пиньинь Niǎnjūn qǐyì, палл. Няньцзюнь ции), также известное в российской китаеведческой литературе как Восстание факельщиков — крестьянское восстание, имевшее место в Северном Китае в 1852—1868 годах; проходило параллельно с восстанием тайпинов и отвлекло на себя значительные правительственные силы, которые в итоге не могли быть использованы для борьбы с тайпинами.

## История
Восстание началось в ноябре 1852 года в северной части провинции Аньхой и восточных районах провинции Хэнань под руководством разорившегося торговца солью Чжан Лосина. Вокруг него зимой 1852—1853 годов объединились отряды численностью более 100 тысяч человек.
Зимой 1853—1854 годов армия тайпинов двинулась в Северный поход и, переправившись через Хуанхэ западнее Кайфэна, с запада вышла к Тяньцзиню. Однако тайпины не скоординировали свои действия с няньцзюнями, что дало возможность цинскому правительству сражаться с восставшими по отдельности. Разгромив в 1854 силы, участвовавшие в Северном походе тайпинов, пекинское правительство во второй половине 1854 бросило против няньцзюней крупные силы и нанесло им ряд тяжёлых поражений.
Это наступление вынудило няньцзюней объединиться. В августе 1855 года их командиры собрались в Чжихэцзи (на севере провинции Аньхой) на совещание, и провозгласили создание повстанческого союза, получившего название «Великое Ханьское государство», во главе с Чжан Лосином. Избранные совещанием новые лидеры упорядочили военную и идеологическую организацию движения. Маневренная война нянцзюней сковывала значительные силы цинского режима, отвлекая их от борьбы с тайпинами.
Весной 1857 года главные силы няньцзюней — до 100 тысяч бойцов под руководством Чжан Лосина — вместе с тайпинами одержали ряд побед в провинциях Аньхой и Хэнань; две другие группировки няньцзюней самостоятельно совершали регулярные рейды в Шаньдун, Хэнань и Цзянсу против цинских сил.
После 2-й Опиумной войны правительство наконец смогло сосредоточиться на борьбе с повстанцами. В марте 1863 года под Чжихэцзи была разгромлена самая крупная армия няньцзюней под командованием Чжан Лосина. В этом бою было убито более 20 тысяч повстанцев, сам Чжан Лосин попал в плен и был казнён. После смерти Чжан Лосина войска няньцзюней возглавили Чжан Цзунъюй (племянник Чжан Лосина) и Чэнь Даси. В апреле 1864 года их армия объединилась с группировкой тайпинов, которой командовали Чэнь Дэцай и Лай Ваньгуан, и попыталась пробиться в осаждённый правительственными войсками Нанкин. В ноябре 1864 года цинские войска во главе с монголом Сэнгэринчи нанесли ей крупное поражение под Хошанем. После самоубийства Чэнь Дэцая оставшиеся силы были возглавлены Лай Вэньгуаном и Чжан Цзунъюем. В течение полугода они вели успешную манёвренную войну в пяти провинциях к северу от Янцзы, внезапными ударами изматывая врага. В мае 1865 года повстанцы наголову разгромили цинские войска под Цзяочжоу в провинции Шаньдун; в этом бою был убит Сэнгэринчи. На борьбу с тайпинско-няньцзюньской армией был послан Цзэн Гофань, но в связи с явными неудачами он вскоре был заменён Ли Хунчжаном.
В 1866 году повстанческие отряды разделились. Их Восточная колонна под командованием Лай Вэньгуана успешно сражалась в провинциях Хэнань, Хубэй, Шаньдун и Цзянсу, но в итоге в январе 1868 года была разгромлена около Янчжоу, сам Лай Вэньгуан попал в плен и был казнён.
Западная колонна численностью около 60 тысяч бойцов во главе с Чжан Цзунъюем в 1866—1867 годах успешно действовала в Хэнани, Шэньси и Шаньси. Чтобы спасти попавшую в критическое положение армию Лай Вэньгуана, Западная колонна в январе 1868 года начала стремительное наступление в Чжили, пробиваясь к Пекину. Столица была переведена на осадное положение. В марте повстанцев удалось остановить у Баодина, но в апреле они устремились к Тяньцзиню и вышли на его ближайшие подступы. Отброшенные превосходящими силами противника на юг, они оказались в западне между Великим каналом, Хуанхэ, линиями вражеских укреплений и скоплениями цинских войск. 16 августа 1868 года последние отряды Чжан Цзунъюя, измотанные непрерывными боями, погибли в районе Чипина (северо-запад провинции Шаньдун), а их командующий покончил с собой.